# 에밀리아노 로드리게스
에밀리아노 로드리게스(스페인어: Emiliano Rodríguez Rosales, 2003년 7월 16일~)는 우루과이의 축구 선수로, 아틀레치쿠 고이아니엔시에서 공격수로 활동하고 있다.

## 구단 경력
2022년 2월 5일, 플라사 콜로니아와의 경기에서 교체로 출전하며 프리메라 디비시온에 데뷔했다.
2022년 5월 8일, 렌티스타스를 상대로 결승골을 넣어 1-0 원정 승리를 도운 동시에 데뷔골을 기록했다.

## 국가대표팀 경력
2023년 CONMEBOL U-20 축구 선수권 대회와 2023년 팬아메리칸 게임에 우루과이 대표 선수로 참가했다.

## 개인사
쌍둥이 형제 루시아노 로드리게스도 축구 선수이자 공격수로 활동 중이다.